# Pirita tee
La rue de Pirita (estonien : Pirita tee) est une rue de Tallinn en Estonie,.

## Présentation
La rue Pirita tee traverse les quartiers de Kadriorg, Maarjamäe et Pirita des arrondissements de Pirita et Kesklinn en longeant la baie de Tallinn.
La rue Pirita s'étend de Narva mnt à Merivalja tee.
La longueur de la rue est de 3,467 km.

## Transport public
Les lignes de bus 1A, 5, 6, 8, 34A, 38 passent par la rue.

## Lieux et monuments de la rue
- Pirita tee 12 - Maison de Jacques Rosenbaum
- Pirita tee 20 - Bâtiments de l'ancienne usine de tabac.
- Place de la chanson.
- Pirita tee 26 - Pavillon des Fleurs (et).
- Pirita tee 26F - Immeuble résidentiel de 16 étages.
- Pirita tee 28 - Tallinn City Camping.
- Pirita tee 28 - Pavillons des « Expositions estoniennes ».
- Pirita tee 28A - Immeuble résidentiel de 11 étages.
- Pirita tee 56 – Château de Maarjamäe.
- Pirita tee 64 – Musée du film, branche du Musée de l'histoire estonienne.
- Pirita tee 78 – Mémorial de Maarjamäe aux victimes du communisme.
- Le pont de Pirita (et) est situé au bout de la rue.

## Galerie

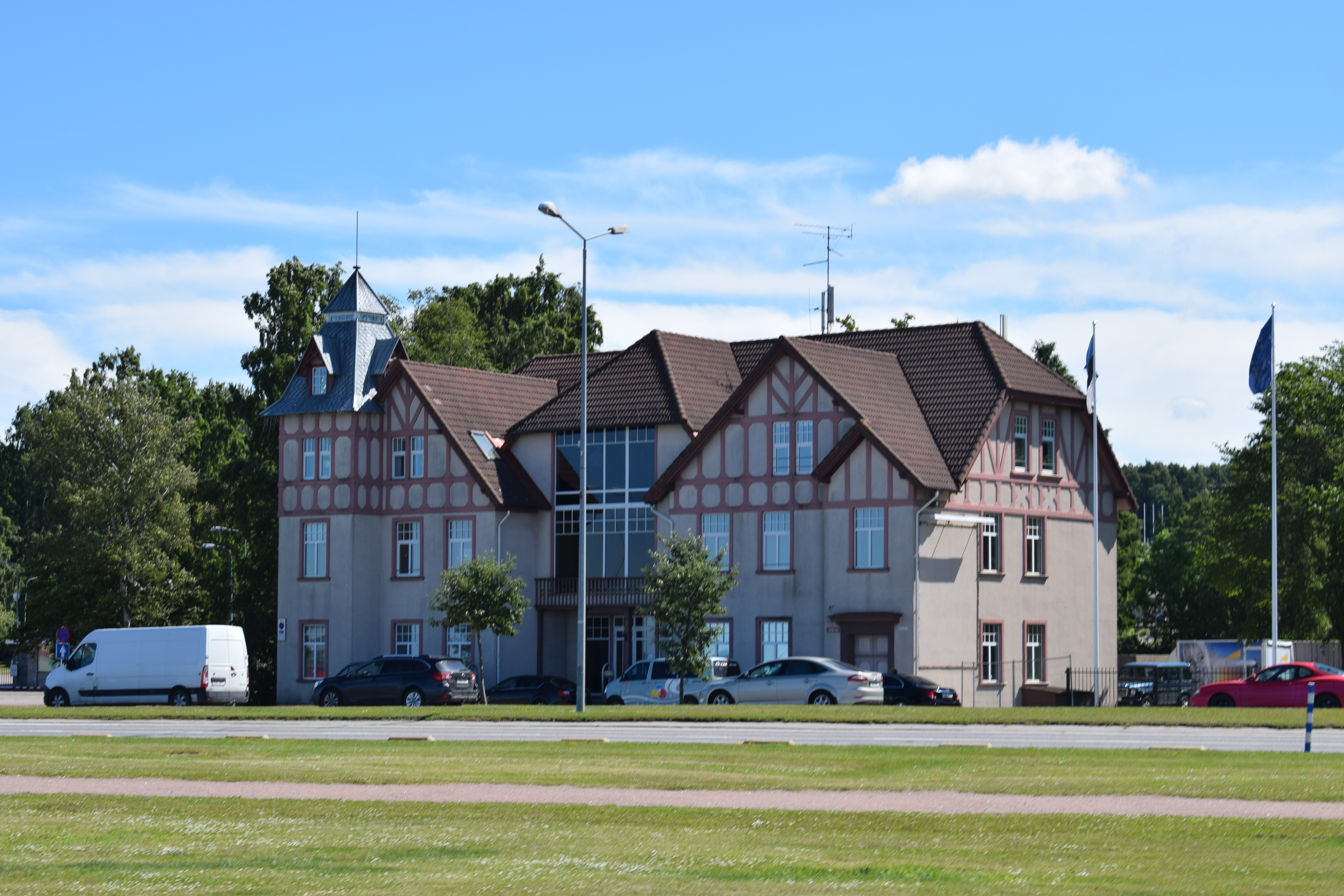
Pirita tee 12
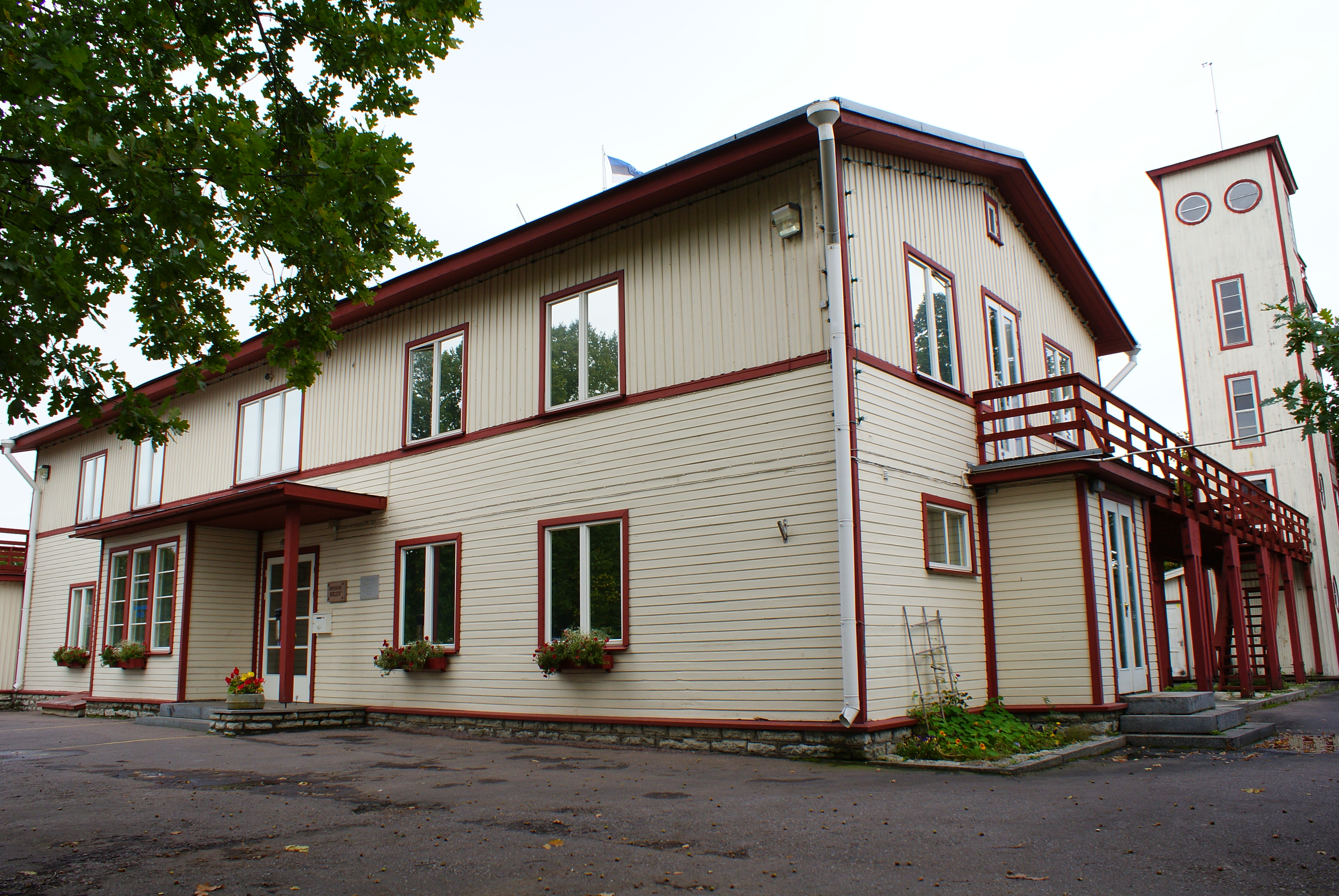
Pirita tee 17.
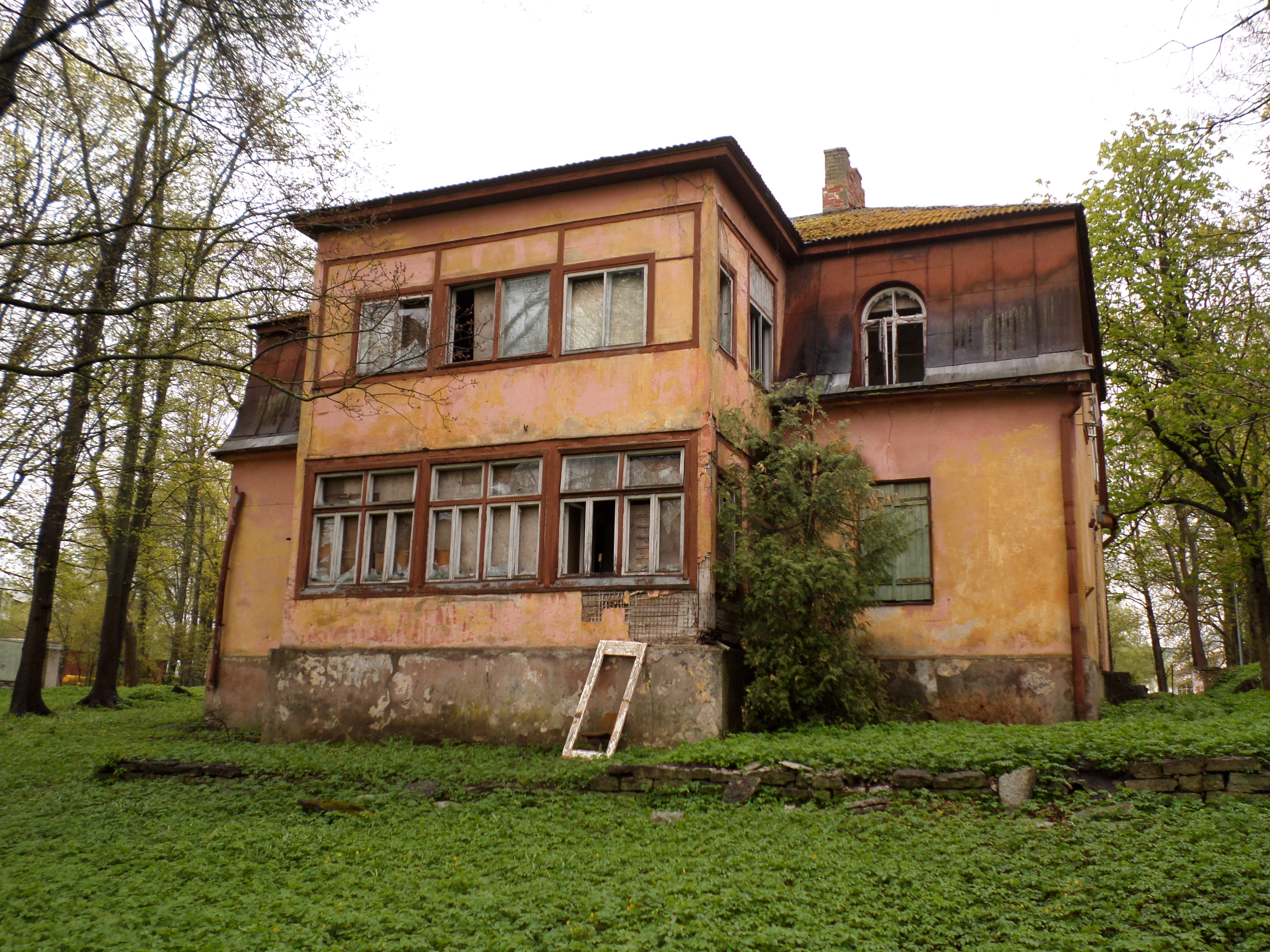
Pirita tee 18
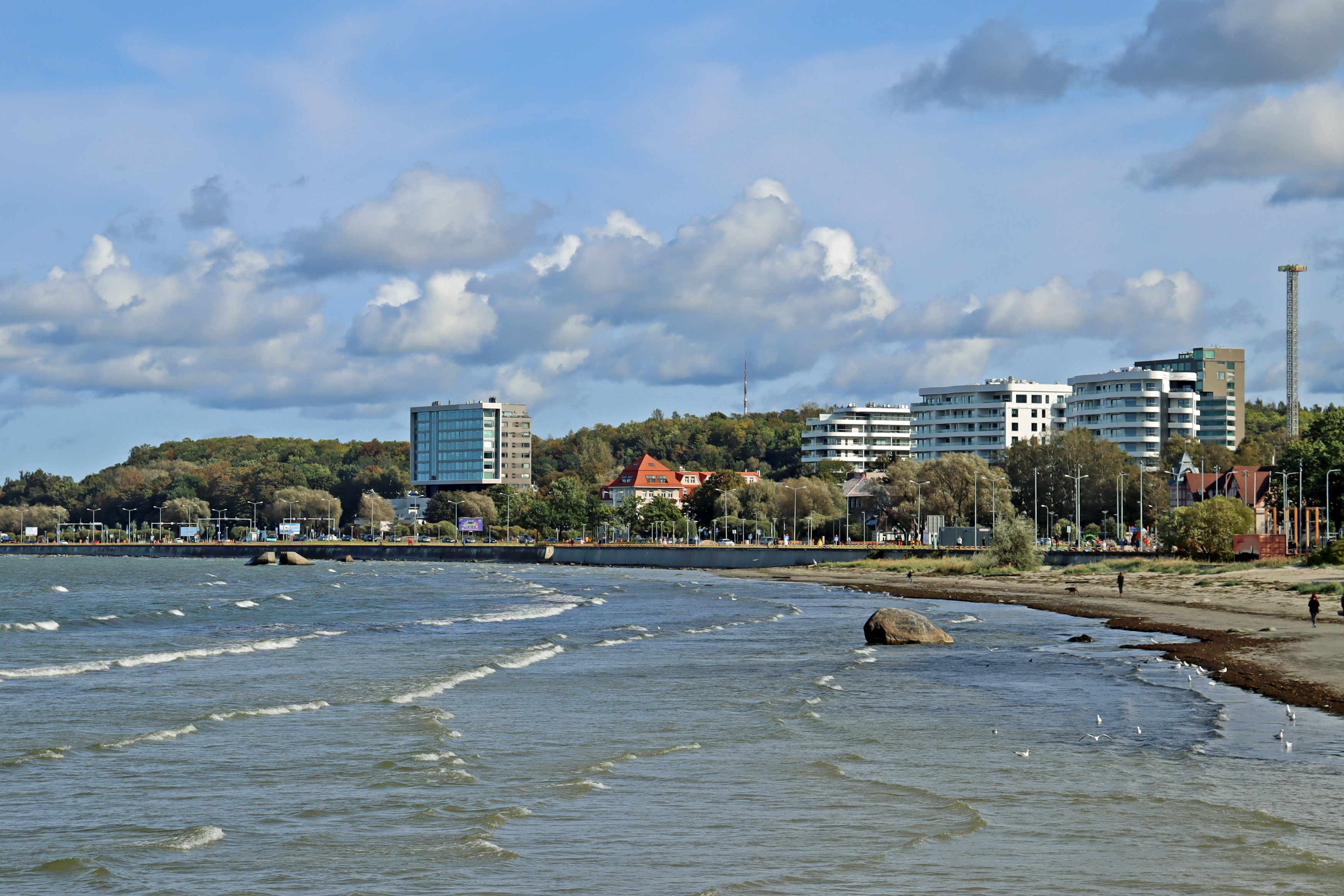
Pirita tee 201, 26, 26f, 28a.

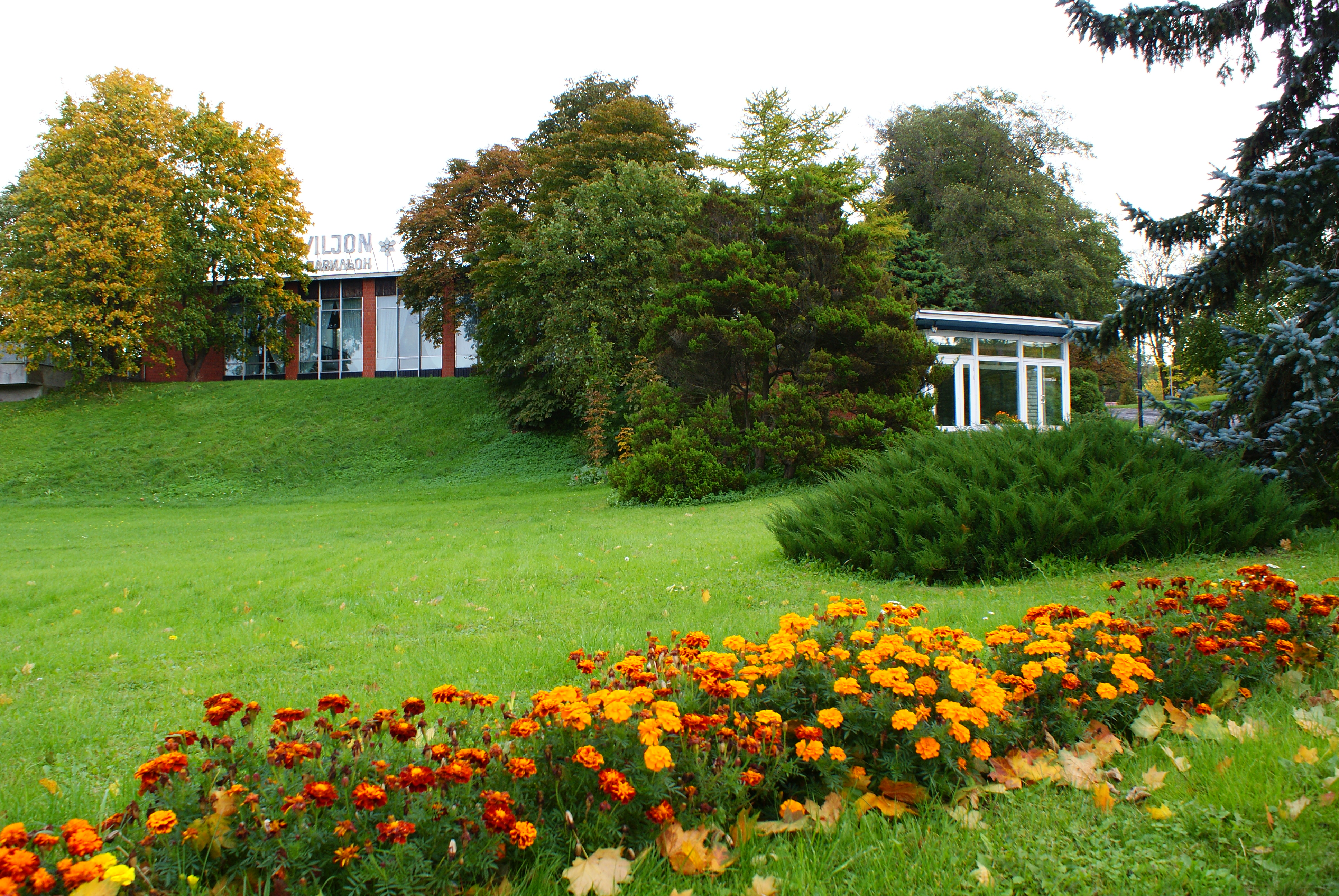
Pirita tee 26, Pavillon des Fleurs
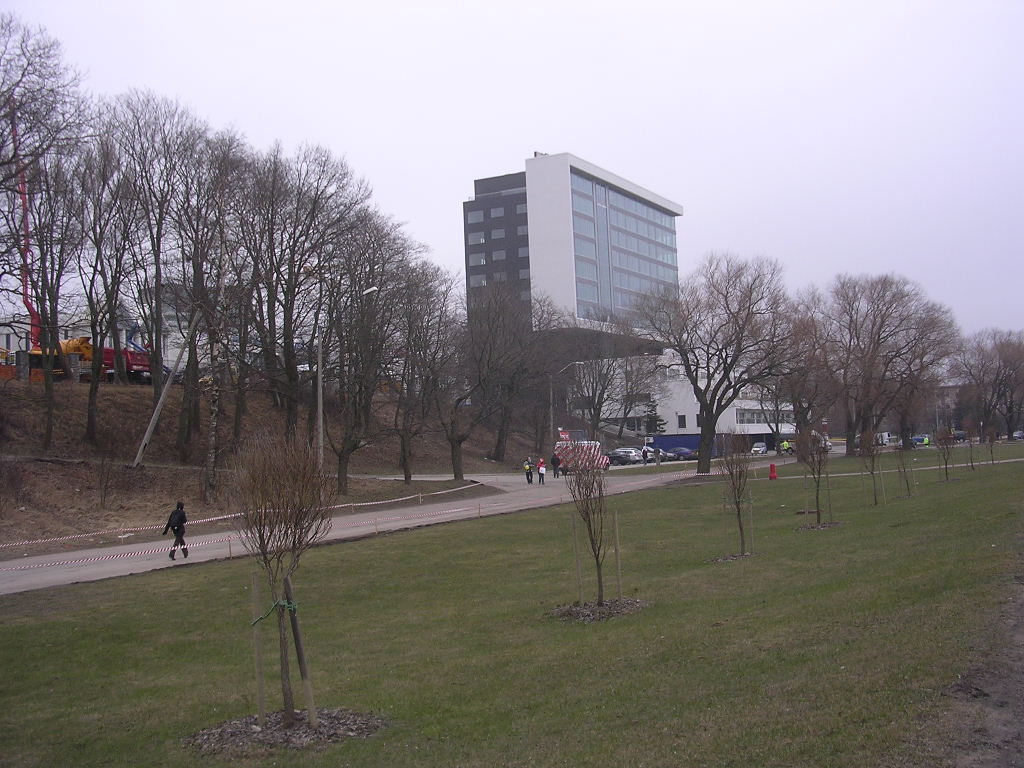
Pirita tee 28a
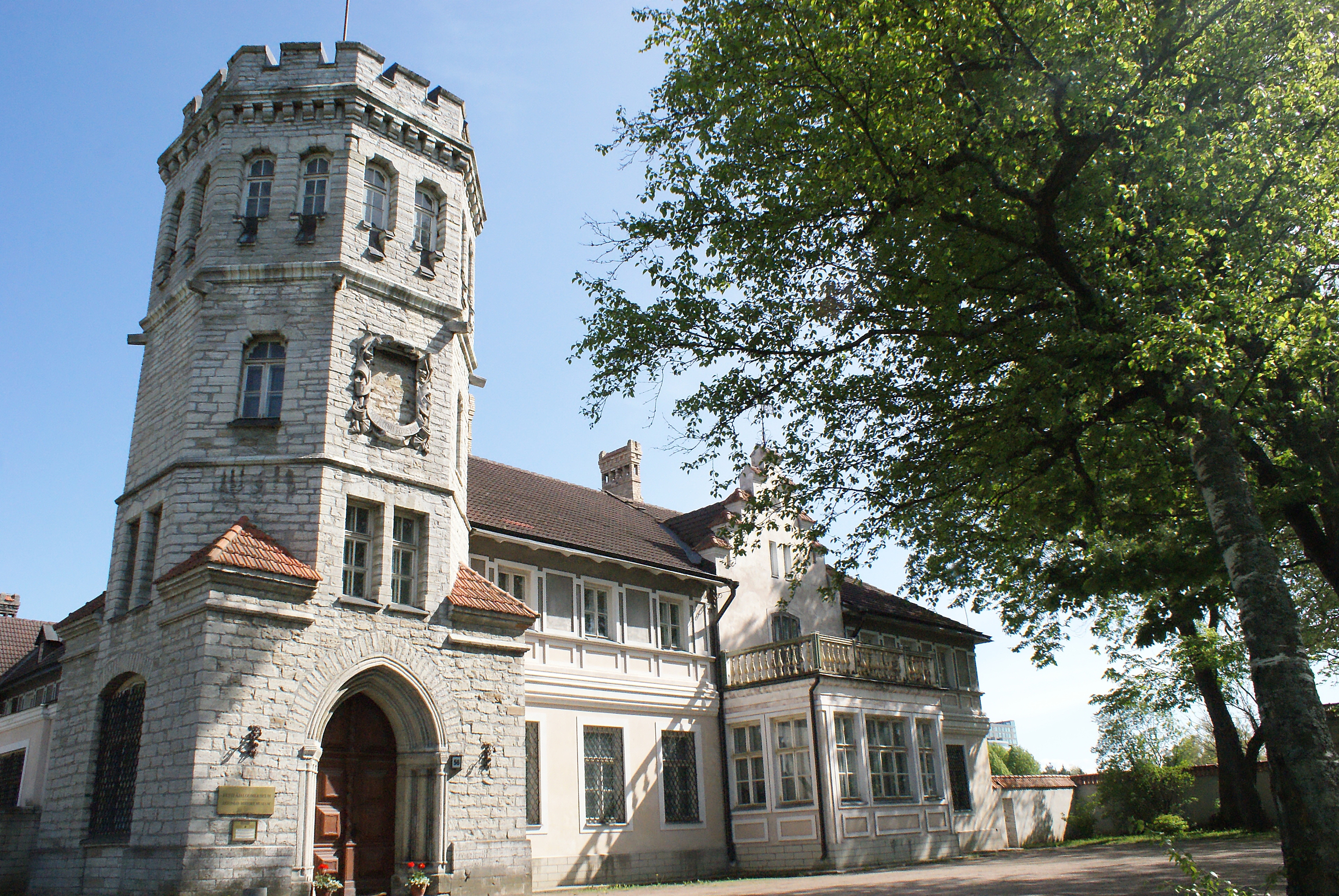
Pirita tee 56, Château de Maarjamäe.
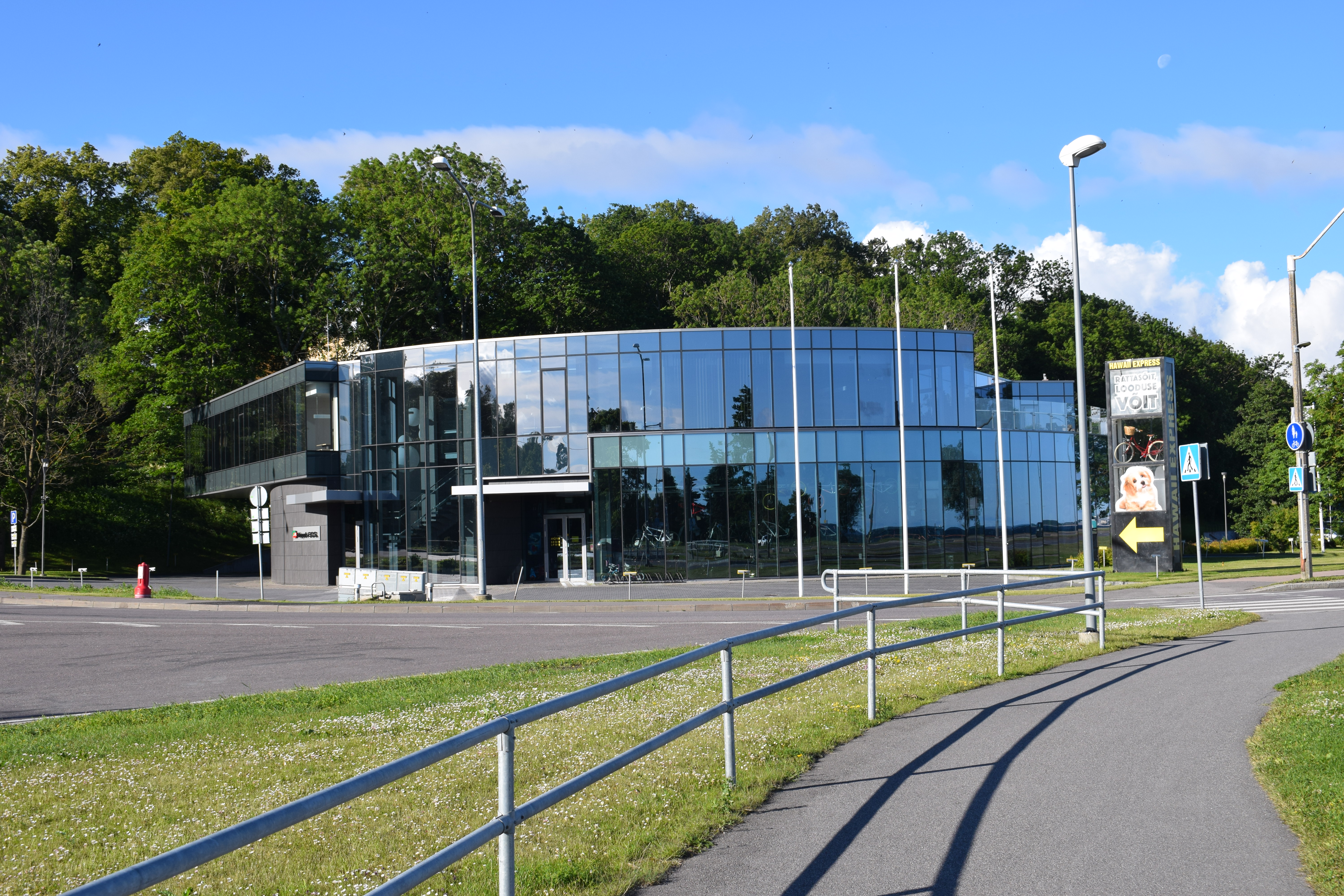
Pirita tee 102.